# Medalla Amílcar Cabral
La Medalla Amílcar Cabral (en portugués: Medalha Amílcar Cabral) es la máxima condecoración de Guinea-Bisáu.
Lleva su nombre en memoria del prócer nacional Amílcar Cabral (1924-1973).
El otorgada a destacadas personalidades que han contribuido a la creación y fortalecimiento de Guinea-Bisáu.
Puede otorgarse póstumamente y a extranjeros. También puede recibirse más de una vez: Lula da Silva la recibió en 2004 y nuevamente en 2010.
Algunos condecorados han sido Fernando Henrique Cardoso (1997), Joaquim Chissano (2002), Fidel Castro (2007), Pedro Pires (2010), Malam Bacai Sanhá (2011), 26 cubanos que combatieron voluntariamente por la independencia de Guinea-Bisáu (2011) Aristides Pereira (2011) y el rey Abdalá II de Jordania (2023).